# Kachelotplate
A Kachelotplate egy Németországhoz tartozó homokpad az Északi-tengerben. A Borkum és Juist között fekvő  szárazulat csak csónakkal elérhető. Neve nagy valószínűséggel a francia cachalot (ámbráscet) szóból ered.
A Karchelotplate az 1970-es évek közepén emelkedett ki az Északi-tengerből, bár a terület elnevezése már a 17. században felbukkant. A Karchelotplate ugyanazon a homokpadon terül el, mint a közeli Memmert és Juist szigetei. Területe gyorsan növekedett. A 2000-es évek elején a szomszédos Juistról egy természetjáró csoport a sziget középpontjában zászlórudat állított és felvonták rá „Kis Juist” lobogóját. A zászlófelvonással azt kívánták kifejezni, hogy új német sziget született, ám az ünnepség másnapján a Memmert szigetet őrző kutató eltávolította az építményt, az Alsó-Szász Watt-tenger Nemzeti Park vezetői pedig belépési tilalmat mondtak ki a sziget teljes területére. A nemzeti park döntése keresztülhúzta azoknak a befektetőknek a számításait is, akik diszkókat és vendéglőket építettek volna az új szigetre. 2006-ban a Kachelot-sziget nagysága már elérte a 230 hektárt, felületén 2,5 méter magas dűnék keletkeztek, amelyeken megtelepedtek az első pionír növények. 2006 novemberében vihardagály dúlta fel a szigetet. A dűnéket a víz csaknem teljesen elmosta, így a terület sziget jellege megszűnt. Azóta a Karcheoplatet csak homokpadként tartják számon. A homokpad a Északi-tenger által szállított homoknak köszönhetően évente negyven métert megtéve délkeleti irányban, Memmert felé vándorol.
A homokpad kiváló pihenőhelyet kínál a tengeri élőlényeknek. A 2006-os vihardagály után borjúfókák és a nagy testű 
tengeri emlősök közé tartozó kúpos fókák telepedtek meg a Kachelotplaten. A homokpad az Alsó-Szász Watt-tenger Nemzeti Park legvédettebb zónájába tartozik. Területére a kutatók is csak engedéllyel léphetnek, az év egyes időszakában pedig teljesen tiltják a látogatást. A Kachelotplate légtere is zárt, a szomszédos Juist repülőterére érkező gépek nem repülhetnek át indokolatlanul a terület fölött.

## Fordítás
- Ez a szócikk részben vagy egészben a Kachelotplate című német Wikipédia-szócikk ezen változatának fordításán alapul.  Az eredeti cikk szerkesztőit annak laptörténete sorolja fel. Ez a jelzés csupán a megfogalmazás eredetét és a szerzői jogokat jelzi, nem szolgál a cikkben szereplő információk forrásmegjelöléseként.